# Barrage de Vallabrègues
Le barrage de Vallabrègues est un barrage hydroélectrique sur le Rhône situé près de Beaucaire, dans le département du Gard en France. Sa puissance installée est de 210 MW. 

## Construction
Le barrage a été mis en service en 1970.

## Caractéristiques
- Production annuelle  : 1,3 milliard de kWh
- Chute d'eau maximale  : 13,5 m